# 비스마르크탑

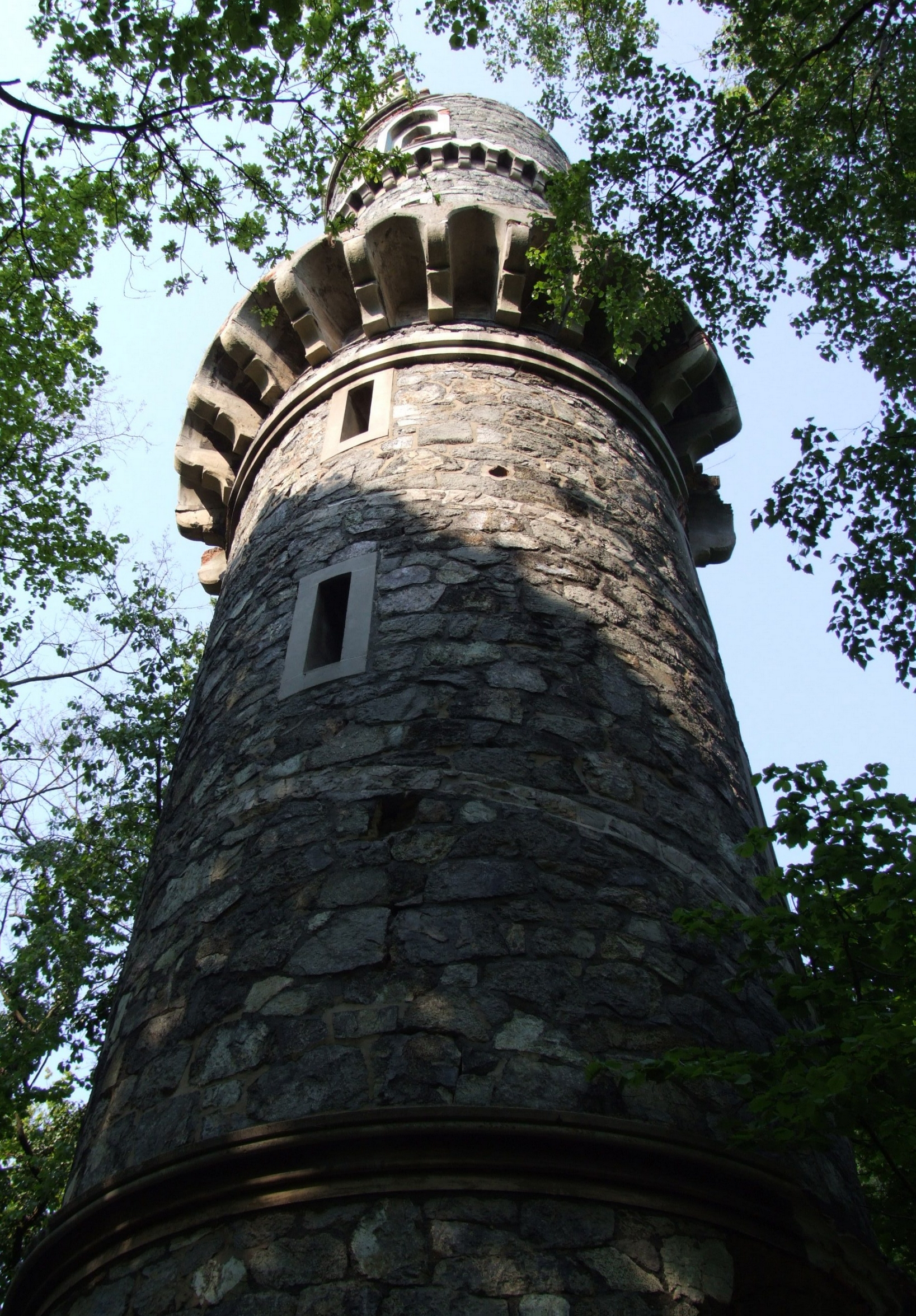
폴란드 야노베크에 있는 비스마르크탑은 최초의 비스마르크탑으로, 1869년 지어졌다.

비스마르크탑(독일어: Bismarckturm)은 독일 전역에서 다소 표준적인 모델에 따라 건설된 특정 유형의 기념물로, 초대 총리 오토 폰 비스마르크를 기리기 위해 건설되었다. 이 탑들은 1869년과 1934년 사이에 건설되었으며 오늘날까지 약 173개가 남아 있다.